# Nomada collarae
Nomada collarae är en biart som beskrevs av Schwarz 1964. Nomada collarae ingår i släktet gökbin, och familjen långtungebin. Inga underarter finns listade i Catalogue of Life.